# Aethomys
Aethomys là một chi động vật có vú trong họ Chuột, bộ Gặm nhấm. Chi này được Thomas miêu tả năm 1915. Loài điển hình của chi này là Epimys hindei Thomas, 1902.

## Các loài
Chi này gồm các loài: